# Croton mekongensis
Espèce
Classification APG II (2003)
Croton mekongensis est une espèce de plantes à fleurs du genre Croton et de la famille Euphorbiaceae présente en Indochine découverte par Baptx.